# Mike Sanchez
Jesus Miguel 'Mike' Sanchez (Hackney, 17 februari 1964) is een Britse r&b, rock-'n-roll, boogiewoogie, blues en rockabillymuzikant (zang, piano, gitaar) en songwriter van Spaanse afkomst. Sanchez staat bekend om zijn werk met The Big Town Playboys en Bill Wymans Rhythm Kings en om zijn solocarrière. Hij staat bekend om zijn charismatische aanwezigheid op het podium en zijn encyclopedische kennis van de geschiedenis en uitvoerders van rhythm-and-blues.

## Biografie
Sanchez werd geboren in Hackney in East End (Londen) uit de Spaanse ouders Jesús Sánchez Díaz en Manuela Bastida Gil. In 1975, toen Sanchez 11 jaar was, verhuisde zijn familie naar Bewdley, Worcestershire, waar hij de Bewdley High School en het Kidderminster College bezocht. Sanchez werd beïnvloed door Richard Rogers, een van de docenten van Bewdley High School, die ook bekend stond als Ricky Cool, die optrad met Ricky Cool and the Icebergs en Ricky Cool and the Rialtos. Sanchez vormden samen met vrienden Ian Jennings, Mark Davies en Tracy Wotherspoon The Rockets. Tim Bearne sloot zich aan op drums, Wotherspoon en Davies vertrokken en The Rockets werd een driedelige rockabillyband, beïnvloed door The Stray Cats en The Fabulous Thunderbirds. Sanchez werd voorgesteld aan voormalig Savoy Brown-lid Steve Gibbons en Chicken Shack bandlid Andy Silvester via Led Zeppelin-frontman Robert Plant en dit leidde tot de oprichting van de Big Town Playboys in 1984, met Ian Jennings op bas, Ricky Cool op zang en tenorsaxofoon en John Spinetto op drums.

### 1985 tot 1989
Silvester had een groeiende invloed op Sanchez en introduceerde de westkust rhythm & blues van Amos Milburn en Charles Brown in de Big Town Playboys naast de Chicago blues van Jimmy Reed en Little Walter. Sanchez had basispianolessen toen hij nog in Londen woonde, maar tijdens zijn tijd bij The Rockets concentreerde hij zich op gitaar. Silvester moedigde hem aan om met zijn linkerhand boogiewoogie riffs te oefenen en te ontwikkelen en de piano werd zijn voornaamste instrument. John Wallace kwam bij de band op baritonsaxofoon en Ricky Cool op tenor, maar uiteindelijk speelde Wallace ook tenor. In februari 1985 werd Sanchez geëlektrocuteerd tijdens een optreden in het Grey Horse in Kingston upon Thames, toen een losse verbinding in zijn versterker een circuit vormde met zijn gitaar en microfoon. Ricky Cool trok de kabel uit de versterker om het circuit te doorbreken, maar Sanchez werd enkele dagen in het ziekenhuis opgenomen. Het incident werd voorpaginanieuws in Time Out magazine en andere Londense kranten en leidde tot een interview met Stuart Colman bij Radio London. Colman produceerde later het album Crazy Legs. In mei 1985 nam Big Town Playboys hun eerste album Playboy Boogie op bij het platenlabel Making Waves. Het album werd gedurende drie nachten live opgenomen in het kasteel van Dublin. In juli 1985 speelde de band een residentie van twee weken in het Heartbreak Hotel op Ibiza. Ricky Cool kon niet reizen en daarom speelde John Wallace een grotere rol binnen de band. In augustus 1985 toerde de band door het Verenigd Koninkrijk met Little Willie Littlefield en Sanchez en Littlefield werden later goede vrienden.
In maart 1986 stelde Robert Plant zijn eigen band samen voor het liefdadigheidsconcert Heart Beat 86 in het National Exhibition Centre in Birmingham. De band bestond ook uit John Wilmot en Laurence Parry van Rent Party en ze deden twee opwarmingsconcerten aan de universiteiten van East Anglia en Leeds. Vier dagen later speelde Ricky Cool zijn laatste optreden met de band. Boekingen in 1986 waren onder meer het Amsterdam Blues Festival en ze namen een livesessie op voor Paul Jones op BBC Radio 2. Procol Harum-pianist Gary Brooker, zag de Big Town Playboys verschillende keren en nodigde hen uit voor zijn liefdadigheidsevenement in de Dunsfold Village Hall. Sanchez ontmoette Eric Clapton, Andy Fairweather Low en Albert Lee van Amen Corner. De ontmoeting met Clapton leidde ertoe dat de band speelde op de soundtrack van Colour of Money. In november 1986 werd John Spinetto vervangen door Ed Mann van The Mighty Flyers, die de Big Town Playboys eerder dit jaar ontmoetten op het Peer International Blues Festival (België). John Wallace werd op saxofoon vervangen door Frank Mead van Juice on the Loose, die door Gary Brooker aan de band werd voorgesteld. In januari 1987 waren de eerste van drie tournees voor Big Town Playboys ter ondersteuning van Eric Clapton. De tournee van 1987 omvatte zes nachten in de Royal Albert Hall. Een Noorse tournee werd gevolgd door het vertrek van Frank Mead en de introductie van Al Nicholls op tenorsaxofoon. Drummer Ed Mann keerde in oktober 1987 terug naar de Verenigde Staten, waar hij werd vervangen door Dai Powell, kort daarna gevolgd door de introductie van Paul Clarke op baritonsaxofoon.
In 1988, als aanvulling op de Big Town Playboys-optredens, begon Sanchez als soloartiest op te treden in en rond de West Midlands, voornamelijk in de Tardebigge in Redditch. In april 1988 zette Sanchez het solo-thema voort, toen hij piano speelde voor Paul Jones in de Raezor Studio in Wandsworth op een reüniealbum voor Jones' eigen outfit The Blues Band. In mei 1988 introduceerde Andy Silvester Sanchez bij zijn vrienden Mick Fleetwood, Christine McVie en Rick Vito van Fleetwood Mac. Fleetwood plande en promootte vervolgens een Amerikaanse tournee voor Big Town Playboys voor het volgende jaar. In juni 1988 speelden Big Town Playboys in het Hotel Savoy (Londen) om de 25 jaar van Eric Clapton in de muziekindustrie te herdenken. Dit werd in juli gevolgd door een ander liefdadigheidsconcert voor Gary Brooker, dit keer in het Wintershall Estate. Het werd bekend als A Concert by the Lake en bevatte Eric Clapton, Phil Collins, Mike Rutherford en Andy Fairweather Low. In de herfst van 1988 was er nog een personeelswisseling, toen drummer Dai Powell vertrok en werd vervangen door Clive Deamer. Dit zorgde voor een periode van stabiliteit voor Big Town Playboys.
In maart 1989 speelde Big Town Playboys op het inaugurele Burnley National Blues Festival. Naast hun eigen set speelden ze nog twee back-ups van Little Willie Littlefield en Champion Jack Dupree. De volgende avond speelde Sanchez een solo-set. In mei 1989 ging Big Town Playboys de Hope Bagot Village Hall binnen, die was omgebouwd tot een opnamestudio. Dit was het begin van de opnamen, die later werden uitgebracht als het album Now Appearing. Dave Baynton-Power speelde conga op de opnamen en ontwierp het geluid, waarna hij zich bij de band voegde als hun vaste geluidstechnicus. De dag na de eerste opnamen speelde Big Town Playboys op een huwelijksfeest, georganiseerd door Peter Richardson. Richardson zag de band vaak en stelde ze voor aan Jeff Beck. In juli 1989 vroeg Andy Fairweather Low aan Sanchez om piano te spelen tijdens een liefdadigheidsevenement in Brighton, omdat de vaste pianist Gary Brooker niet beschikbaar was. Eind augustus 1989 vloog Big Town Playboys naar Los Angeles voor de tournee gepromoot door Mick Fleetwood. Dit omvatte een optreden in de Pat Sajak-show, evenals shows in Boulder, Aspen en San Francisco. De tournee werd ontsierd door saxofonist Al Nicholls, die hoogteziekte opliep en twee dagen in het ziekenhuis werd opgenomen, hoewel de tournee zonder hem doorging.

### 1990 en verder
Eric Clapton speelde begin 1990 een reeks Blues Nights in de Royal Albert Hall en de Big Town Playboys waren het voorprogramma. Robert Cray maakte ook deel uit van de show en hij vroeg de band een week later op zijn bruiloft te spelen. Ze verschenen in de televisieshow van Ronn Lucas en volgden dit met een optreden op het einde van het filmfeest van The Comic Strip in Soho. Dit leidde ertoe dat Peter Richardson de band opnieuw leerde kennen met Jeff Beck. Het Now Appearing-album werd eindelijk uitgebracht en ze sloten dit aan met meer televisieoptreden voor Anglia Television en op Jools Hollands The Happening. Ze traden op op het akoestische podium van Glastonbury en gaven daarna verschillende shows als onderdeel van de Heineken Music Big Top-serie. Begin 1991 regelde Peter Richardson Big Town Playboys om te jammen met Jeff Beck in de Town & Country Club in Islington en dit leidde uiteindelijk tot de opname van Crazy Legs, uitgebracht door Sony Music. Martin Pryce stelde de band Hoola Boola Boys samen en rekruteerde Sanchez op piano/zang. Ze speelden ongeveer 100 shows, voornamelijk in pubs aan en rond de grens met Wales. Uiteindelijk botsten de schema's en Sanchez stopte met spelen met de Hoola Boola Boys om zich te concentreren op de Big Town Playboys.
In februari 1991 vroeg Peter Richardson hen om het gebruik van drie nummers voor de soundtrack van The Pope Must Die en ze voegden zich ook bij Jeff Beck en Anne Dudley in de Angel Recording Studios in Islington om te assisteren bij de achtergrondmuziek en geluidseffecten. Later die maand vloog Big Town Playboys naar Los Angeles op verzoek van Mick Fleetwood, omdat hij wilde dat ze zijn nieuwe L.A. Blues Club zouden openen. Ze speelden een residentie van een week en speelden naast Bo Diddley, Floyd Dixon en John Lee Hooker, evenals Fleetwood zelf en andere leden van Fleetwood Mac. Op een privéfeestje in mei 1991 kondigde Andy Silvester aan dat hij de band wilde verlaten, maar hij stemde ermee in om in de buurt te blijven om zijn vervanger te vinden. Gedurende de zomer speelden ze veel optredens, met het oog op het vinden van een vervanger voor Silvester, maar dit leidde ertoe dat veel gitaristen slechts voor één show optraden. Silvester vertrok na een show in Kidderminster Town Hall in september 1991, met Ricky Cool die terugkeerde naar MC en zich bij de band voegde op het podium. Al Nicholls verliet tegelijkertijd de band en werd aanvankelijk vervangen door Rohan Lopez.
In november 1991 stelde geluidstechnicus Roy Williams een groep lokale muzikanten samen om een paar liefdadigheidsshows te spelen. Sanchez werd vergezeld door Steve Gibbons, Trevor Burton, Kate Pereira en anderen om The Journeymen te vormen. Sanchez and the Big Town Playboys was headliner op vele Europese muziekfestivals en werkte samen met verschillende bekende bluesmuzikanten, zoals Jimmy Nelson, Lowell Fulson, Carey Bell, Don & Dewey, Little Willie Littlefield en Joe Hughes. In februari 1992 vertrok Lopez en trad Leo Green toe op tenorsaxofoon, korte tijd later gevolgd door Nick Lunt op bariton. In maart 1992 leidde een andere jamsessie met Jeff Beck ertoe dat Beck de Big Town Playboys vroeg om hem te helpen Crazy Legs op te nemen als eerbetoon aan Cliff Gallup. Stuart Colman werd ingeschakeld als producent en de nummers werden in juli 1992 opgenomen in de Townhouse Studios in Londen.

### Solocarrière
Sanchez verliet de Big Town Playboys in december 1999 en streefde een solocarrière na, hoewel zijn debuut soloalbum Just A Game in 1997 werd gesneden en uitgebracht toen hij nog bij de Big Town Playboys zat. In 2001 werd Sanchez lid van Bill Wyman's Rhythm Kings (ter vervanging van pianist Gary Brooker). In 2001 had Sanchez een zevenkoppige rhythm-and-blues-outfit gevormd onder zijn eigen naam met gitarist Andy Silvester, bassist Al Gare, drummer Mark Morgan (ook voorheen van de Big Town Playboys), The Harlem Horns (Al Nicholls en Pete Cook) en de vocale doowopgroep The Extraordinaires. In deze bezetting zat vaak zangeres Imelda May, geboren in Dublin, die later een enorm succesvolle wereldwijde solocarrière lanceerde via Decca Records/Universal Records. In 2003 produceerde en nam Sanchez soundtrackmateriaal op voor de film I'll Be There, met in de hoofdrollen Charlotte Church en Craig Ferguson. Het tijdschrift Blues in Britain riep Mike Sanchez uit tot «British Keyboard Player of the Year» van 2000-2004.
Sanchez werkte ook samen met de Zweedse bluesartiesten Knockout Greg & Blue Weather en nam een album op, gebaseerd op jumpblues en bluesshouters zoals Young Jessie, Roy Brown en Wynonie Harris. Het album, samen met zijn publicaties Blue Boy, You Better Dig It en de 2003 dvd publicatie Red Hot ... LIVE! uit 2003 werd uitgebracht bij zijn eigen label Doopin' Records. Momenteel is Sanchez frontman van het zestal Mike Sanchez and his Band, met de uit Leicester gevestigde band Drugstore Cowboys bassist Nick Whitfield en gitarist Tom Bull, voormalig Big Town Playboy Mark Morgan op drums, Martin Winning (Van Morrison) op tenorsaxofoon en baritonsaxofonist Nick Lunt (Jools Holland's Rhythm & Blues Orchestra). Hij treedt ook regelmatig op met zijn vierkoppige bezetting The Portions, als solist op internationale boogie woogiefestivals en met verschillende andere bands in heel Europa, met name in Frankrijk met de Drew Davies Rhythm Combo. In december 2007 speelde hij als onderdeel van Bill Wyman's Rhythm Kings opening voor Led Zeppelin tijdens hun reünieshow in de London O2 Arena.

## Privéleven
Sanchez was gedurende zijn hele carrière gevestigd in Bewdley en vervolgens in Kidderminster in de West Midlands tot januari 2010, toen zijn vader stierf en Sanchez naar de provincie Avila in Centraal-Spanje verhuisde om voor zijn moeder, een Alzheimer-patiënt te zorgen. Sanchez blijft elk jaar bezig met concerten in heel Europa, terwijl hij zich in de Sierra de Gredos vestigt met zijn Engelse bruid en hun eerste kind Louie (geboren op 4 november 2012).

## Discografie
- 1985: Playboy Boogie, Big Town Playboys (Making Waves)
- 1990: Now Appearing, Big Town Playboys (Blue Horizon)
- 1993: Crazy Legs, Big Town Playboys met Jeff Beck (Epic)
- 1994: Hip Joint, Big Town Playboys (Blue Horizon)
- 1995: Ready to Rock, The Big Six (Vinyl Japan)
- 1997: Struttin' Our Stuff, Bill Wymans Rhythm Kings (BMG/RCA)
- 1997: Just a Game (MS-001)
- 1997: Off the Clock...Live!, Big Town Playboys (Eagle)
- 1998: Six Pack, Big Town Playboys (BTP)
- 1998: Anyway the Wind Blows, Bill Wyman's Rhythm Kings (BMG/RCA)
- 2000: Just Can't Afford It, Mike Sanchez (Doopin)
- 2001: Blue Boy, Mike Sanchez (Doopin)
- 2002: On the Road Again, Bill Wymans Rhythm Kings (Ripple Records)
- 2003: Women and Cadillacs, Mike Sanchez met Knock Out Greg & Blue Weather (Doopin)
- 2008: You Better Dig It, Mike Sanchez (Doopin)
- 2010: Babes and Buicks, Mike Sanchez met The Beat From Palookaville (Doopin)
- 2012: Almost Grown, Mike Sanchez featuring Imelda May (Doopin)

- International Standard Name Identifier: 0000 0004 0660 9466
- Library of Congress Control Number: no2014096365
- MusicBrainz: 1f736c45-97e5-4d6b-9520-218d9c3e7096
- Virtual International Authority File: 310521086
- WorldCat: E39PBJmttJMDVhqtdddhJFbKh3